# Büchel (instrument)
Pour les articles homonymes, voir Büchel.
Cet article possède un paronyme, voir Buchel.
Le büchel est un instrument de musique suisse de la famille des vents, sorte de cor des Alpes long de deux mètres et replié en forme de clairon.

## Description
La sonorité du büchel est proche du cor des Alpes, mais les notes s'enchaînent plus rapidement.
Les premières mentions de cet instrument remontent à 1820. Il est listé dans les traditions vivantes de Suisse.

## Jeu
Le son est obtenu en soufflant dans l'embouchure. Comme pour le cor des Alpes, on joue de préférence debout.